# Volley Bergamo
Volley Bergamo ist ein italienischer Frauen-Volleyball-Verein aus Bergamo, der in der ersten italienischen Liga (Serie A1) und in der Champions League spielt.

## Geschichte
Der Verein wurde 1991 als Volley Club Bergamo gegründet und startete in der Saison 1991/92 in der Serie B1, wo er in seiner ersten Saison am Ende Platz sechs erreichte. Im darauf folgenden Jahr schaffte Bergamo den Aufstieg in die zweithöchste Liga (Serie A2) um wiederum gleich im nächsten Jahr in die höchste Spielklasse der italienischen Liga (Serie A1) aufzusteigen. In der Saison 1995/96 wurde Bergamo zum ersten Mal italienischer Meister und gewann außerdem zum ersten Mal den italienischen Pokal. Insgesamt wurde Bergamo seit 1996 acht Mal Meister sowie je sechs Mal Pokal- und Superpokalsieger.
Ihren ersten großen internationalen Erfolg errang die Mannschaft im Jahr 1997 mit dem Gewinn der Champions League. Diesen Erfolg konnte der Verein bislang sechsmal wiederholen. Außerdem gewannen sie 2004 noch den CEV-Cup.
Neben zahlreichen internationalen Topspielerinnen wie Irina Kirillowa, Mireya Luis oder Marlenis Costa spielten auch die deutschen Nationalspielerinnen Angelina Grün (2003–2008) und Christiane Fürst (2009–2010) bei Foppapedretti Bergamo.
Von 1992 bis 2018 starteten die Frauen als Foppapedretti Bergamo und seitdem als Zanetti Bergamo.